# Soul Punk
Soul Punk es el álbum de música de debut del cantante y compositor estadounidense Patrick Stump, miembro de Fall Out Boy, en venta en las tiendas desde el 18 de octubre en Estados Unidos. A partir del 27 de septiembre de 2011 se hizo posible hacer el pedido anticipado en iTunes de este álbum.
Se trata del primer gran proyecto musical realizado por Stump desde que la banda se declaró en pausa. El lanzamiento del álbum fue inicialmente programado para febrero de 2011, pero se retrasó. En lugar del estreno de Soul Punk, Stump publicó el 22 de febrero una colección de canciones en formato digital titulado "Truant Wave", con seis canciones, tres de las cuales han sido una coproducción con otros artistas.

## Contexto
Patrick Stump anunció oficialmente el álbum a través de Twitter, el 17 de noviembre de 2010.  "Ni yo ni mi música parece definida, por el DIY punk o R&B-hip-hop", dijo Stump en un correo enviado a MTV.com. A principios de 2010 se dio a conocer un vídeo de él mismo tocando varios instrumentos en el estudio, tales como la batería, guitarras, sintetizadores, trompetas, y cencerros  entre otros. Al final del vídeo, un texto dice "estoy trabajando en un álbum. Voy a escribir/producir/realizar todo yo mismo. Estén atentos". Soul Punk es un trabajo completamente solista, (excepto en el remix de una canción en el cual participa Lupe Fiasco, Stump hizo absolutamente todo, escribió todas las canciones y tocó todos los instrumentos. Varios nombres de las pistas fueron anunciados antes del lanzamiento del álbum, como "This City", "Greed" y "Allie".

### Spotlight
El 29 de noviembre, Patrick Stump lanzó "Spotlight " en su página web, un probable sencillo para su próximo álbum. Dos versiones diferentes de la canción estaban disponibles, "Spotlight (Oh Nostalgia)" y "Spotlight (New Regrets)". También se incluyeron enlaces para descargar ambas canciones. En el sitio web mostraba un mensaje de Patrick alegando que no podía decidir entre las dos versiones y pidió a sus seguidores a votar en una encuesta, también en su página web, la preferencia del público en cuanto a qué versión debe aparecer en el álbum. Lanzó un vinilo llamado "Spotlight"   , con un stock de 500 unidades, con "Spotlight (New Regrets)" y "Spotlight (Oh Nostalgia)" ambos en el lado A.
Patrick Stump dio a conocer un video cantando "Spotlight (New Regrets)" en vivo en su sitio web rediseñado el 20 de diciembre, después de que ambas versiones de "Spotlight"  obtuvieran más de 100.000 visitas de YouTube la noche anterior. El clip muestra a Patrick Stump cantando y tocando algunos instrumentos (una batería eléctrica y un sintetizador) simultáneamente en su estudio. De acuerdo con el título One Man Band, se refiere a sí mismo como una Banda de un solo hombre.
El 16 de febrero de 2011, Patrick anuncia el lanzamiento para el 22 de febrero de 2011 de Truant Wave, su primer EP en solitario que en su lista de canciones incluía a "Spotlight (Oh Nostalgia)" por lo que se dio como ganadora a esta versión dejando a "Spotlight (New Regrets)" como sencillo de promoción de Truant Wave y Soul Punk. Para confirmar lo dicho, fue lanzado el videoclip de "Spotlight (Oh Nostalgia)" a través de Popdust. En el Patrick muestra a muchos niños y jóvenes (y un perro) haciendo cosas cotidianas (ir en bicicleta, saltar la cuerda o sacar un yo-yo), luego al comenzar el coro se descubre que todos los anteriormente mostrados tenían talentos (hacer piruetas con la bicicleta, tener una gran velocidad con los vasos o un gran manejo de la katana) y finalmente a Patrick tratando de imitar sus talentos (cosa que no logra conseguir); terminando el video el perro del inicio se suelta y salta una valla teniendo una pata trasera amputada. Estos casos se basan el coro de la canción «You could be your own spotlight, you could be the star, you could shine so bright» («Tú podrías ser tu propio centro de atención / Tú podrías ser la estrella, podrías brillar tanto»)

## Promoción
Patrick Stump se anunció mediante un vídeo cantando una versión a capella de las cinco canciones nominadas para el Disco del Año en el Grammy 2011, publicado en YouTube el 19 de enero. "Creo que me decidí a hacer una grabación a capella con solo un cantante porque quise mostrar lo que puedo hacer con mi voz" explico en un correo enviado a MTV News. Tal fue el éxito, que el vídeo tuvo más visitas en YouTube que Spotlight.
Aparte de ese vídeo, Patrick, inspirado por el éxito subió otros dos vídeos a capella, en el primero canta "Green Light" de John Legend. El Segundo es un homenaje que le hace Patrick a Michael Jackson, cantando éxitos como "Billie Jean", "Scream", "Man in the Mirror" y "Thriller", entre otros, con la ayuda de coros pregrabados por él.
El 4 de febrero de 2011, Patrick hizo una actuación en directo para la reconocida revista Rolling Stone en la cual estrenó los temas del próximo EP "Truant Wave" tituladas "As Long As I Know I'm Getting Paid", "Love Selfish Love" y "Spotlight" acompañado solo de una guitarra. Además, cantó junto a Matt Rubano, bajista de su banda, un cover de "Step Right Up" de Tom Waits. Si bien él quería tocar el bajo, pero le fue imposible porque tenía que manejar la caja de ritmos que estaba en la parte trasera de la habitación (que había comprado el día anterior a la entrevista), como no pudo hacer ninguna de las dos, Patrick tuvo que chasquear los dedos al ritmo de la música. Luego de la canción, él explicó que quería llevar el ritmo con un tambor en las canciones.
Luego del terremoto que azotó Japón el 2011, Patrick junto a muchos artistas como Linkin Park, Enrique Iglesias y de la banda de su excompañero de Fall Out Boy, Pete Wentz, Black Cards; donó la canción "Saturday Night Again" para el proyecto "Download to Donate".
Patrick ya ha hecho una serie de conciertos como promoción para Soul Punk y el EP digital Truant Wave.
El 9 de mayo de 2011, Patrick lanzó otro sencillo a través del sitio web Vulture. La canción llamada Explode muestra un vídeo donde la palabra "EXPLODE" toma colores y se ven explosiones. Días antes, Patrick había publicado un video de una explosión nuclear en su web oficial con el título "Explode".
Después de haber publicado un mensaje el día lunes 28 de junio de 2011 con la palabra "Tuesday" «martes» en su Facebook oficial, Patrick publica la canción "This City" con una participación de Lupe Fiasco.
Nuevamente, dejó a todos expectantes al publicar vía Twitter "Anuncio especial, lunes 11 am EST" lo que posteriormente se tradujo en la confirmación del lanzamiento de "Soul Punk" para el 18 de octubre.
El 7 de septiembre, mediante redes sociales, pues su página está congelada, publicó la carátula del álbum, al igual que Truant Wave, fue diseñada por Aakash Nihalani. ¡Junto con ese anunció que tomaría parte del "Fall Tour" («gira de otoño») de Panic! At The Disco.
El 13 de septiembre mostró en "Idolator" un avance de lo que sería el video de This City, en este deja como fecha de lanzamiento del mismo para el 20 de septiembre mediante su Vevo de YouTube.
Para finalizar esa seguidilla de acciones, el 14 de septiembre, nuevamente entre redes sociales, publicó las canciones que saldrían en Soul Punk.

## Lista de canciones
| N.º   | Título                                                                    | Duración |  |
| 1.    | «Explode»                                                                 | 3:23     |  |
| 2.    | «This City»                                                               | 3:40     |  |
| 3.    | «Dance Miserable»                                                         | 3:33     |  |
| 4.    | «Spotlight (New Regrets)»                                                 | 3:19     |  |
| 5.    | «The "I" in Lie»                                                          | 4;25     |  |
| 6.    | «Run Dry (X Heart X Fingers)" (Contiene la pista oculta "Cryptozoology")» | 8:27     |  |
| 7.    | «Greed»                                                                   | 4:11     |  |
| 8.    | «Everybody Wants Somebody»                                                | 4:21     |  |
| 9.    | «Allie»                                                                   | 3:38     |  |
| 10.   | «Coast (It's Gonna Get Better)»                                           | 3:40     |  |
| 42:37 |                                                                           |          |  |

### Edición Deluxe
Pistas adicionales de la edición de lujo

| N.º | Título                           | Duración |  |
| 1.  | «Bad Side of 25»                 | 5:24     |  |
| 2.  | «People Never Done a Good Thing» | 3:07     |  |
| 3.  | «When I Made You Cry»            | 3:49     |  |
| 4.  | «Mad at Nothing»                 | 3:50     |  |

Pista extra de la edición estándar

| N.º | Título                                | Duración |  |
| 1.  | «This City (remix) (con Lupe Fiasco)» | 3:34     |  |

iTunes y bonus track japonés

| N.º | Título                 | Duración |  |
| 1.  | «Saturday Night Again» | 3:43     |  |

Cabe mencionar que pese a haber ganado la encuesta popular "Spotlight (Oh Nostalgia)" quedó como sencillo para Truant Wave y no para Soul Punk, esto puede ser explicado por la clara preferencia de Patrick hacia "Spotlight (New Regrets)"